# The Physics Teacher
The Physics Teacher («Вчитель (викладач) физики») — рецензований науковий журнал, що видається AIP Publishing від імені Американської асоціації вчителів фізики, на сторінках якого висвітлюються питання історії та філософії фізики, прикладної фізики, фізичної освіти (розробка освітніх програм, педагогіка, навчальне лабораторне обладнання тощо) та огляди книжок. Журнал було засновано у 1963 році, і станом на 2023 рік його головним редактором є Гарі Вайт (Університет Джорджа Вашингтона).